# Sigurd Johannes Savonius
Sigurd Johannes Savonius (2. studenog 1884. – 31. svibnja 1931.) bio je finski arhitekt i izumitelj. Posebno je poznat po izumu vjetroturbine 1924. godine, nazvane po njemu, Savoniusova vjetroturbina.

## Život i rad
Savonius se rodio u mjestu Hämeenlinna, u Finskoj, roditelji su mu bili Albin Laurentius Johannes Savonius (1856. – 1906.) i Anna Elisabeth rođena Rydman (1859. – 1921.). On je bio jedan od trojice sinova, zajedno s braćom Maximillianom Lars Helgeom i Odertom Albinom. Kao mladić uživao je u eksperimentiranju s eksplozivima. Jedan takav eksperiment, pokušaj miješanja crvenog fosfora nožem i vilicom, koštao ga je dva prsta i vida na desno oko. Savonius je završio srednju školu u Helsinkiju 1901. godine. Iako je od početka planirao postati inženjer, odlučio je studirati arhitekturu i diplomirao je 1906. godine s Veleučilišta u Helsinkiju s diplomom iz arhitekture. Ipak, on je sebe nazivao inženjerom i uglavnom se zaokupio tehničkim projektima.
Svoju buduću ženu, Engleskinju Mary Appleyard (rođenu 1884.), upoznao je preko svoje braće, koji su bili učenici na njezinom satu engleskog. On i njegova žena su imali sedmero djece: četiri kćeri (Moira Angela Hjördis  [rođena 1914.], Ann-Mary, Mary Henrietta i Gustava Elisabeth) i tri sina (Klas Albin, Mark Adrian Briggs i Johannes Anthony [rođen 1916.], koji je umro u bolnici 8. ožujka 1940. godine od rana zadobivenih u Zimskom ratu). Obiteljska kuća je bila u gradu Inkoo u južnoj Finskoj, koju je dizajnirao Savonius. Savonius je 8. listopada 1920. godine osnovao tvrtku pod imenom Savonius & Company, sa svojom ženom kao dioničarkom.
Sedam godina nakon što je diplomirao na veleučilištu, registrirao je svoj prvi patent, uređaj za otapanje snijega koji zatim proizvodi pitku vodu od snijega, a 1920. godine patentirao je optimiziranu verziju spomenutog uređaja. Sredinom 1921. godine patentirao je štednjak za kamine. U ranim 20-im godinama 20. stoljeća, Savonius se osobito koncentrirao na kontrolu strujanja zraka i korištenje energije vjetra. 1923. godine pažnju mu je privukao rotorima pogonjen brod kojeg je izgradio njemački inženjer Anton Flettner. Brod je pogonjen s dva velika cilindrična jedra u obliku rotora koji stoje kao dva jarbola i okreću se pomoću motora. Ideja je bila iskoristiti takozvani Magnusov efekt: okomita sila koja djeluje na zatvoreni cilindar koji se okreće brže od brzine vjetra. Savonius se pitao je li moguće pogoniti brod rotorskim uređajem pogonjenog samo pomoću energije vjetra, bez pomoći motora. Sastao se s Flettnerom u uredima svoje tvrtke, Savonius & Company, u ulici Lönnrotinkatu u Helsinkiju, gdje su provodili eksperimente.
Početkom 1924. godine, Savonius je razvio rotor s cilindrom otvorenim prema struji zraka. Dvije nasuprotno postavljene lopatice u cilindru proizvode visok okretni moment koji se može izravno koristiti za proizvodnju energije. Nije poznato je li uspio napraviti pogon broda prvenstveno preko Magnusova efekta kao što je prvobitno planirao. No, Savoniusova kratka biografija nam govori da je takva primjena energije vjetra moguća, pod uvjetom da se nađe tehničko rješenje za pretvorbu rotacijskog gibanja cilindra u potisak koji nam je potreban za pogon broda. To nam pokazuje i uspješan ishod njegovog istraživanja rotora kao prikladnog mehanizma za pogon broda. Zmajevi u obliku Savoniusovog rotora pokazuju nam da je princip rada koristan i da takvi rotori, u načelu, čine Magnusov efekt dostupnim. Ovaj izum za iskorištenje energije vjetra je patentiran u Finskoj 1926. godine, a kasnije i u mnogim drugim zemljama. Naziv "Savoniusov rotor", pod kojim je izum i danas poznat, dodijelile su vlasti Njemačkog patentnog zavoda. U istoj godini kada je priznat finski patent, Savonius je izdao knjigu pod nazivom Rotor s krilima u teoriji i praksi (engl. The wing-rotor in theory and practice). 
Pored njegova istoimenog rotora, Savonius je također podnio zahtjev za patente za izume kao što su vjetroturbina sa samostalnom regulacijom brzine vrtnje, sustav za svjetlosne natpise i vitrine i ventilacijski sustav temeljen na njegovom rotoru. Savoniusovo zanimanje za strujanje zraka je u konačnici postala njegova propast. Razbolio se u zračnom tunelu kojeg je izgradio u Finskoj (prvi finski zračni tunel) i umro je od nastale upale pluća u 46. godini života. Njegov brat Odert preuzeo je vođenje tvrtke i proširio je njenu ponudu. Patent za ventilacijski sustav preuzela je Flettnerova tvrtka Flettner Ventilator Limited, koja i dalje proizvodi moderne inačice tog ventilacijskog sustava u Velikoj Britaniji.
- Strujanje fluida na Savoniusov rotor (Savoniusov crtež)
- Strujanje fluida na Savoniusov rotor (Savoniusov crtež)
- Profili oblika rotora sa kojima je Savonius eksperimentirao (Savoniusov crtež)
- Varijante rotora sa kojima je Savonius eksperimentirao (Savoniusov crtež)

## Prijavljeni patenti
- "Uređaj za otapanje snijega i slično" (engl. "Apparatus for melting snow and the like"), američki patent, US Patent 1125732, 19. siječnja 1915. (pdf)
- "Uređaj za topljenje snijega" (engl. "Snow Melter Apparatus/ franc. Appareil A Fondre La neige"), kanadski patent CA000000196319A, 20. siječnja 1920.
- "Uređaj za otapanje snijega i slično" (engl. "Apparatus for melting snow and the like"), američki patent US000001339719A, 11. svibnja 1920.
- "Anordning för åstadkommande av konstgjort drag på snösmältare utan användning av bläster", finski patent FI000000008437A, 1. travnja 1921.
- "Kakelugnsinsats", finski patent FI000000008502A, 22. lipnja 1921.
- "Bränslebrikett eller stycke jämte härför avsedd ugn eller kamin, användbar även för löst bränsle", finski patent FI000000008501A, 22. lipnja 1921.
- "Kokapparat för hällspisar", finski patent FI000000008500A, 22. lipnja 1921.
- "Cheminée ou poele pour combustion centrale", francuski patent FR000000528762A, 18. studenog 1921.
- "Förbränningsanordning", finski patent FI000000009093A, 18. srpnja 1922.
- "Stroj ta otapanje snijega" (franc. "Machine à fondre la neige"), francuski patent FR000000592249A, 29. srpnja 1925.
- "ΣΤΡΟΒΙΛΛΟΣ", grčki patent GR250100998, 14. kolovoza 1925.
- "Stroj za otapanje snijega" (njem. "Schneeschmelzmaschine"), austrijski patent AT000000102020B, 10. prosinca 1925.
- "Rotor", francuski patent FR000000601266A, 26. veljače 1926.
- "Rotor", finski patent FI000000011121A, 10. travnja 1926.
- "Rotor", austrijski patent AT000000103819B, 26. srpnja 1926.
- "Poboljšanja u ili u vezi s vjetroturbinama za proizvodnju", britanski patent GB000000244414A, 9. rujna 1926.
- "Poboljšanja u ili u vezi s vjetroturbinama", britanski patent GB000000264219A, 13. siječnja 1927.
- "Rotor ili rotacijski pogonski sustav" (dan. "Rotor eller roterende Drivanordning"), danski patent DK000000037015C, 17. siječnja 1927.
- "Uređaj za otapanje snijega" (njem "Schneeschmelzvorrichtung"), njemački patent DE000000452742A, 21. studenog 1927.
- "Rotor/Rotor", kanadski patent CA000000278888A, 27. ožujka 1928.
- "Vjetroturbina" (njem. "Windrad"), njemački patent DE000000462462A, 17. srpnja 1928.
- "Poboljšanja u ili u vezi s vjetroturbinama", britanski patent GB000000299634A, 1. studenog 1928.
- "Rotor prilagođen pogonu pomoću vjetra ili toka vode" (engl. "Rotor adapted to be driven by wind or flowing water"), američki patent US000001697574A, 1. siječnja 1929.
- "Uređaj za oglašavanje" (fin. "Reklamanordning"), finski patent FI000000012540A, 19. srpnja 1929.
- "Vjetroturbina s dva šuplja krila, pri čijem međusobnom djelovanju njihovi unutarnji rubovi omogućuju slobodno strujanje vjetra središnjicom turbine" (njem. "Windrad mit zwei Hohlfluegeln, deren Innenkanten einen zentralen Winddurchlassspalt freigeben und sich uebergreifen"), njemački patent DE00000049518A, 14. travnja 1930.
- "Vjetroturbina" (engl. "Wind rotor"), američki patent US000001766765A, 24. lipnja 1930.
- "Usmjerivač svjetla za svjetlosne natpise, vitrine i slično" (njem. "Anordnung fuer Lichtschilder, Schaukaesten o. dgl."), njemački patent DE000000512187A, 10. studenog 1930.
- "Uređaj pogonjen strujom zraka namijenjen za ventilaciju zatvorenih prostorija ili poboljšanje, odnosno održavanje dimnjaka" (njem. "Durch Luftströmung angetriebene Vorrichtung zur Ventilation von geschlossenen Räumen oder zur Verbesserung, bezw. Erhaltung eines Schornsteinzuges"), švicarski patent CH000000147730A, 30. lipnja 1931.

## Objavljene knjige
- Rotor s krilima u teoriji i praksi  (engl. "The wing-rotor in theory and practice"). Tisak finskog izdanja, 1926. (Omnia-Mikrofilm-Technik), Munich, ca. 1981. (pdf: 11.80 MB)  Arhivirana inačica izvorne stranice od 28. veljače 2013. (Wayback Machine)

## Vanjske poveznice
- Plakati sa slikama iz Savoniusova života (Finski) (PDF, 4.65 MB)  Arhivirana inačica izvorne stranice od 28. veljače 2013. (Wayback Machine)